# Paramonacanthus choirocephalus
Paramonacanthus choirocephalus és una espècie de peix de la família dels monacàntids i de l'ordre dels tetraodontiformes.

## Morfologia
- Els mascles poden assolir 11 cm de longitud total.
- Nombre de vèrtebres: 19.[4][5]

## Hàbitat
És un peix marí, de clima tropical i demersal que viu fins als 8 m de fondària.

## Distribució geogràfica
Es troba a Tailàndia, Malàisia, el nord-oest d'Austràlia, les Filipines, Indonèsia i Nova Guinea.

## Observacions
És inofensiu per als humans.